# Ludwig Landgrebe
Ludwig Landgrebe (Vienna, 9 marzo 1902 – Colonia, 14 agosto 1991) è stato un filosofo austriaco.

## Vita
Landgrebe studiò filosofia, storia e geografia a Vienna. Influenzato da Max Scheler, proseguì i suoi studi a Friburgo. Nel 1923 divenne assistente di Husserl a Freiburg, che Landgrebe aiuterà per la redazione di "Esperienza e giudizio" (Erfahrung und Urteil) e per una rielaborazione del secondo volume di "Idee per una fenomenologia pura e una filosofia fenomenologica" (pubblicata postuma). 
Dopo la discussione della propria tesi di dottorato, Landgrebe si trasferì a Praga per conseguire una qualifica post-dottorato sotto la guida di Oskar Kraus. Dal 1939 collaborò con Eugen Fink presso l'Archivio Husserl a Lovanio. La moglie di Landgrebe, Ilse Maria Goldschmidt, era di origine ebraica e sorella dello scrittore Georges Arthur Goldschmidt. Nel 1940 Landgrebe fu deportato in Belgio e lavorò ad Amburgo come aiutante di un commerciante. 
Nel 1945, terminata la seconda guerra mondiale, Landgrebe fece riabilitare la propria qualifica post-dottorato presso l'Università di Amburgo e nel 1947 fu nominato professore ordinario a Kiel, dove ebbe Hans Blumenberg tra i propri studenti. Nel 1954 si trasferì a Colonia e divenne direttore dell'Archivio Husserl. Landgrebe è conosciuto come uno dei più stretti collaboratori di Husserl, anche in ragione delle sue concezioni originali relative a temi storici, religiosi e politici visti dai punti di vista dell'esistenzialismo e della metafisica.

## Opere
- Wilhelm Diltheys Theorie der Geisteswissenschaften, Halle 1928.
- Nennfunktion und Wortbedeutung. Eine Studie über Martys Sprachphilosophie, Halle 1923.
- Era bedeutet uns heute Philosophie, Amburgo 1948.
- Phänomenologie und Metaphysik, Amburgo 1949.
- Philosophie der Gegenwart, Bonn 1952.
- Der Weg der Phänomenologie, Gütersloh 1963.
- Phänomenologie und Geschichte, Gütersloh 1968.
- Über einige Grundfragen der Philosophie der Politik, Köln/Opladen 1969.
- Faktizität und Individuation. Studien zu den Grundfragen der Phänomenologie, Amburgo 1982.